# FDP-Bundesparteitag 1997
Koordinaten: 50° 4′ 36″ N, 8° 14′ 40″ O

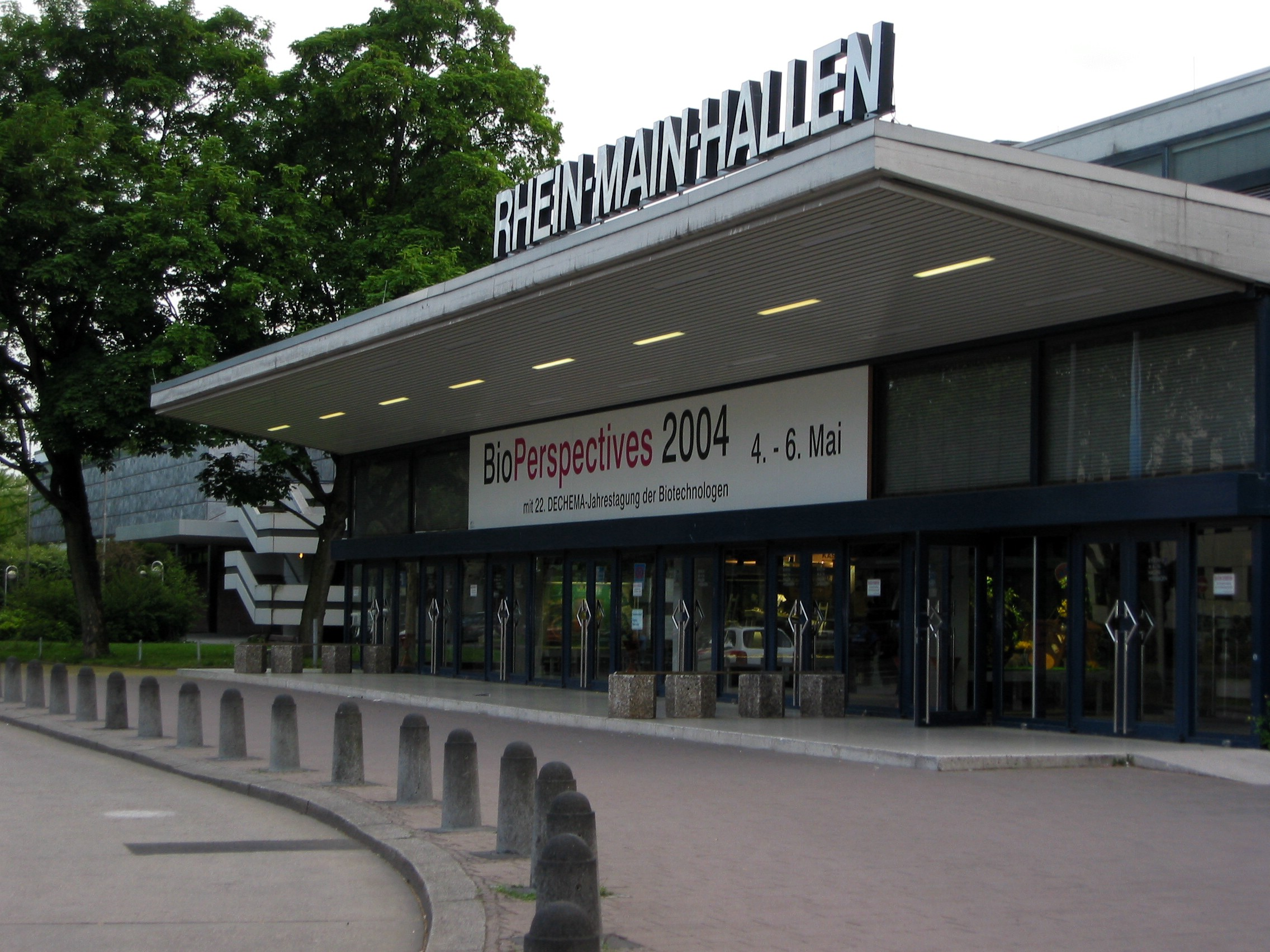
Rhein-Main-Hallen Wiesbaden, 2004

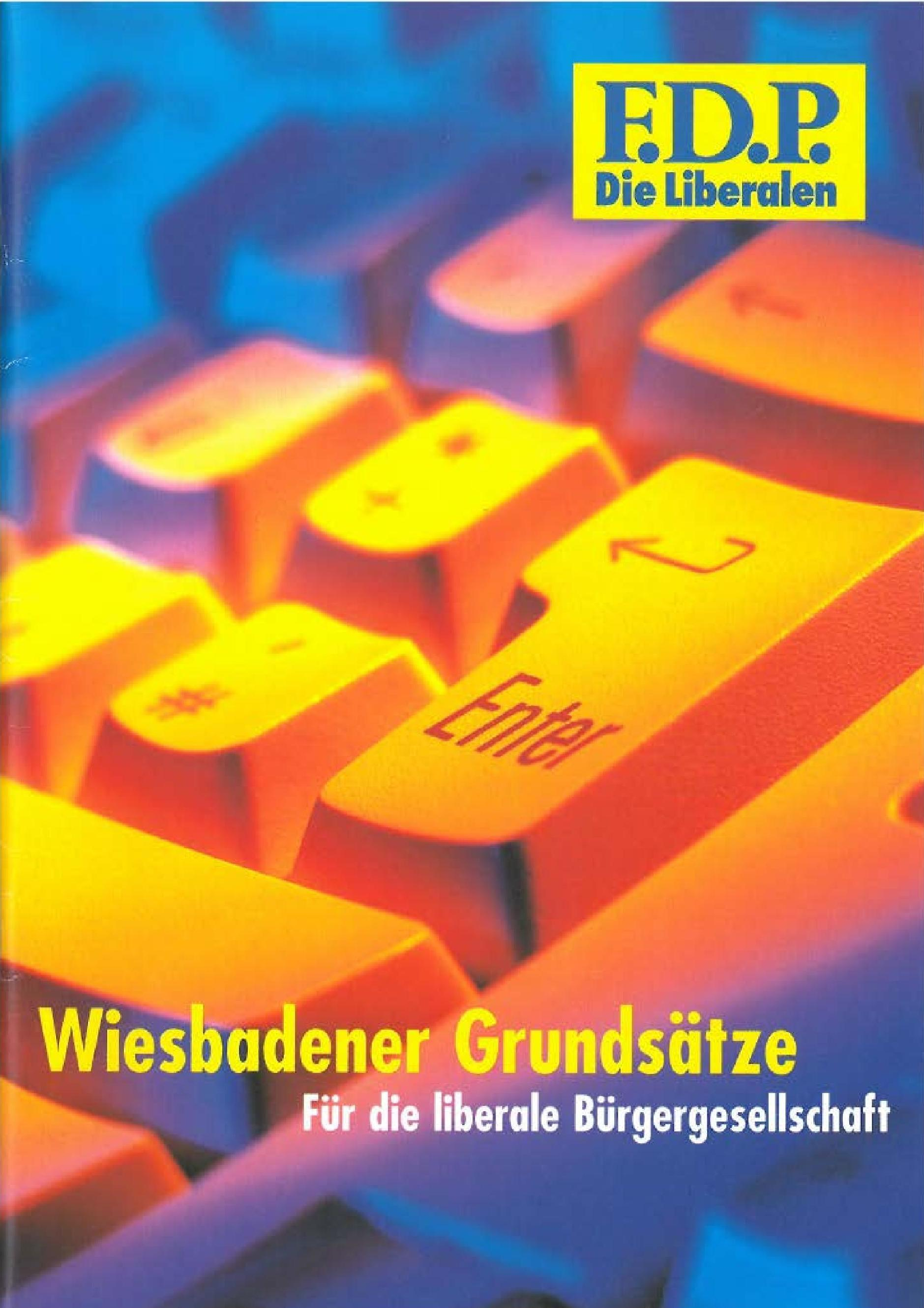
Wiesbadener Grundsätze

Den Bundesparteitag der FDP 1997 hielt die FDP vom 23. bis 25. Mai 1997 in Wiesbaden ab. Es handelte sich um den 48. ordentlichen Bundesparteitag der FDP in der Bundesrepublik Deutschland. Der Parteitag fand in den Rhein-Main-Hallen statt.

## Verlauf
Auf dem Parteitag wurde über die Steuerpolitik diskutiert. Außerdem legte der Vorsitzende Wolfgang Gerhardt einen Bericht zur Beteiligung von Frauen in der FDP vor.

## Beschlüsse
Es wurden die „Wiesbadener Grundsätze“ diskutiert und beschlossen. Weitere Beschlüsse wurden zur Parteireform, zur „Zukunftssicherung durch Forschung und Technikentwicklung“ und zum „Investitions- und Innovationsschub für die neuen Bundesländer“ gefasst. Es wurden die Papiere „Europa 2000“, „Zehn Punkte für eine zukunftsfähige Stadt“, „Für eine liberale Bildungsoffensive“, „Der Euro - für eine starke gemeinsame Währung für mehr Wachstum und Arbeitsplätze“, „Reform-Politik für mehr Arbeitsplätze“, „Weniger Steuern, weniger Staat, mehr Arbeitsplätze“, ein „Bericht zur Lage der Nation“, sowie Anträge zur Situation in Burma, zur Sanierung des ostdeutschen Braunkohlebergbaus sowie zur Einleitung eines Mitgliederentscheids zur Zukunft der Bundeswehrstruktur verabschiedet.
Wolfgang Gerhardt wurde als Bundesvorsitzender bestätigt. Der stellvertretende Fraktionsvorsitzende der hessischen FDP Heiner Kappel unterlag bei der Wahl als Gegenkandidat deutlich mit 64 zu 557 Stimmen.

## Bundesvorstand
Dem Bundesvorstand gehörten nach der Neuwahl 1997 an:
| Vorsitzender                 | Wolfgang Gerhardt |
| Stellvertretende Vorsitzende | Rainer Brüderle, Cornelia Pieper, Cornelia Schmalz-Jacobsen |
| Schatzmeister                | Hermann Otto Solms |
| Beisitzer im Präsidium       | Walter Döring, Walter Hirche, Sabine Leutheusser-Schnarrenberger |
| Generalsekretär              | Guido Westerwelle |
| Beisitzer im Bundesvorstand  | Gisela Babel, Hans-Artur Bauckhage, Jürgen Bohn, Peter Braun, Arnd Brummer, Ignatz Bubis, Peter Caesar, Jorgo Chatzimarkakis, Ulrike Flach, Paul Friedhoff, Walter Goldbeck, Hans-Michael Goldmann, Ulrich Heinrich, Burkhard Hirsch, Birgit Homburger, Werner Hoyer, Michael Kauch, Wolfgang Kubicki, Ina Lenke, Klaus von Lindeiner, Uwe Lühr, Martin Matz, Rainer Ortleb, Detlev Paepke, Andreas Pinkwart, Manfred Richter, Maja Schmidt, Max Stadler, Walter Teusch, Carl-Ludwig Thiele, Detlef Thomaneck, Jürgen Türk, Ruth Wagner, Frank-Michael Wiegand |
| Ehrenvorsitzende             | Hans-Dietrich Genscher, Otto Graf Lambsdorff, Walter Scheel |